# Centre de détention d'Eysses
Le centre de détention d’Eysses est un établissement pénitentiaire situé à Eysses, ancien village devenu quartier de Villeneuve-sur-Lot, en France. Implanté dans une ancienne abbaye bénédictine, il est successivement une maison centrale, une colonie pénitentiaire et aujourd'hui un centre de détention.

## Histoire
L'abbaye était placée sous le double patronage de saints Gervais et Protais et son existence est attestée dès l’an 1008. 
Un arrêté du 16 fructidor an XI (3 septembre 1803) transforme l'abbaye en établissement pénitentiaire.

### Maison centrale (1808-1895)
Par décret impérial du 16 juin 1808 est créée une maison centrale « de force et de réclusion », laquelle détiendra des hommes et des femmes condamnés à des peines d’emprisonnement de plus d'une année et venant des Hautes-Pyrénées, du Gers, des Landes, de la Haute-Garonne, du Lot, de la Gironde, de la Dordogne et de Lot-et-Garonne. Le travail est industriel et agricole, la ferme comprend treize hectares.

### Colonie pénitentiaire (1895-1940)
En 1895, le ministre de l'Intérieur décide de transformer la maison centrale en « colonie pénitentiaire pour mineurs » par application de la « Loi Corne » du 5 août 1850. Cette loi dispose que les mineurs doivent recevoir « une éducation religieuse, morale et professionnelle ».
Cela concerne des mineurs acquittés mais orphelins ou vagabonds (article 66 du code pénal), des mineurs condamnés à des peines de plus de six mois ainsi que des mineurs en « correction paternelle » (le code civil de 1804 permet aux pères de famille mécontents de la conduite de leur fils de saisir le juge, pour placer le mineur sous ce régime payant). Cette loi va favoriser l’enfermement massif au détriment d’autres solutions, comme le patronage.
D’emblée, Eysses a vocation à accueillir les « fortes têtes » des autres colonies pénitentiaires (Belle-Île-en-Mer, Aniane, Saint-Maurice et Saint-Hilaire) ainsi que les mineurs condamnés à des peines supérieures à deux années.
Le 2 juin 1895 est inaugurée ce qui restera jusqu'en 1940 la « colonie correctionnelle ». Avec Gaillon, Eysses sera la deuxième colonie correctionnelle de tout l’arsenal pénitentiaire français.
En effet, depuis le XIXe siècle, l’enfance délinquante inquiète les autorités ; elles se préoccupent de les arracher à la ville « corruptrice » pour les régénérer à l’air pur des travaux agricoles et c'est ainsi que les colonies correctionnelles se multiplient dans la seconde moitié du XIXe siècle. Eysses offre un cadre parfaitement adapté à cet objectif.
Le décret du 31 décembre 1927, soucieux de dissimuler le caractère pénal, transforme la dénomination en celle de « maison d'éducation surveillée », Eysses recevant la mention « quartier correctionnel ».
La colonie d’Eysses est structurée en trois quartiers distincts :
- la section pénitentiaire pour mineurs condamnés mais considérés transférables dans des colonies ordinaires pour y terminer leur peine ;

- le quartier correctionnel pour les mineurs indisciplinés, envoyés par l’Assistance Publique sur saisine du Préfet, « pour actes d’immoralité, de violence de cruauté ou donnant des sujets de mécontentement graves » (c'est-à-dire : tentative d’évasion, bagarres, menaces sur le personnel, etc.)

- la section de répression pour les mineurs condamnés à des peines supérieures à deux ans. Les mineurs relégables (dont la durée d’emprisonnement dépassera leur majorité) ne sont pas soumis à la relégation aux bagnes.

Un quartier spécial accueille ceux atteints de maladies vénériennes comme la syphilis.
Les conditions de détention y sont les plus rudes et les plus indignes. Les mineurs condamnés ont le crâne rasé, ils portent de mauvais vêtements et des sabots. Les révoltes se multiplient dans ce qui devient le pire des « bagnes d’enfants » de France, celui d'« Eysses la maudite ».
En mars 1937, la mort de l’un d’entre eux, Roger Abel, dans des conditions particulièrement révoltantes, va remettre en cause tout le système pénal appliqué aux mineurs.
Le scandale d’Eysses est dénoncé à travers une campagne de presse puis les articles d'Alexis Danan dans Paris-Soir. Il aboutira a des réformes de fond.

### Sous le régime de Vichy
Pendant la Seconde Guerre mondiale, le centre de détention devient le lieu de rassemblement le plus important de prisonniers politiques condamnés par le régime de Vichy pour « menées communistes, terroristes, anarchistes ou subversives »,.
En octobre 1943, il reçoit la majeure partie des détenus politiques venant de l'ensemble de 24 prisons en majorité de la zone Sud. Les mois suivants arrivent des détenus de la zone Nord, si bien que le 18 février 1944, l'établissement devient — avec 1 430 détenus — « à 90% une prison de résistants ».
Les détenus politiques s'organisent autour d'un comité issu du Front national, organisation de la Résistance intérieure française et obtiennent rapidement de la direction le régime politique de détention, plus souple. Ils éditent des journaux, Le Patriote enchaîné et L'Unité. Ils parviennent à cacher des armes et constituent un bataillon FFI clandestin, le « bataillon d'Eysses ».

#### Évasions
Le 3 janvier 1944, 54 prisonniers réussissent à s'évader avec la complicité de deux gardiens.

#### Bataille d'Eysses
Le 19 février 1944, une bataille est déclenchée à l'occasion de la visite de l'inspecteur général des prisons : 1 200 résistants de 23 nationalités détenus dans ce site se rendent maîtres des lieux dans l'espoir de gagner les maquis du Lot-et-Garonne. Ils font prisonnier le directeur de la centrale, un dénommé Chivot ou Schivo, milicien, ami de Joseph Darnand, secrétaire général au Maintien de l’ordre de Vichy, ainsi que 70 gardiens et membres du personnel. Dans sa première phase, l'opération est une réussite mais à 17 heures l'alerte est donnée par des prisonniers de droit commun. Les Groupes mobiles de réserve (GMR) interviennent ainsi que l'artillerie allemande et après plus de treize heures de lutte, les prisonniers se rendent après avoir obtenu l'assurance du directeur de la centrale qu'il ne serait pas exercé de représailles. Darnand se rend sur place et ordonne la tenue d'une cour martiale. 
Le 23 février, 12 « mutins », dont Roger Brun, sont condamnés à mort à 6 heures et fusillés à 11 heures, par un peloton de gardes mobiles. Joseph Darnand avait demandé 50 têtes en représailles de l'insurrection.
Le 30 mai 1944, 1 121 prisonniers sont livrés par l'État français à la division SS « Das Reich » qui les conduit à la gare de Penne pour les déporter jusqu'au camp de Royallieu à Compiègne 3 jours durant puis 3 autres jours vers Dachau par les convois du 18 juin et du 2 juillet ; 400 meurent durant les transports ou dans les camps.
Parmi ces déportés se trouvait Georges Charpak, arrêté en 1943 pour activités de résistance et condamné à deux ans de prison.

Le mur des fusillés a été inscrit au titre des monuments historiques en 1996 et a été classé en 2022. Une cérémonie commémore cet événement chaque année fin février.

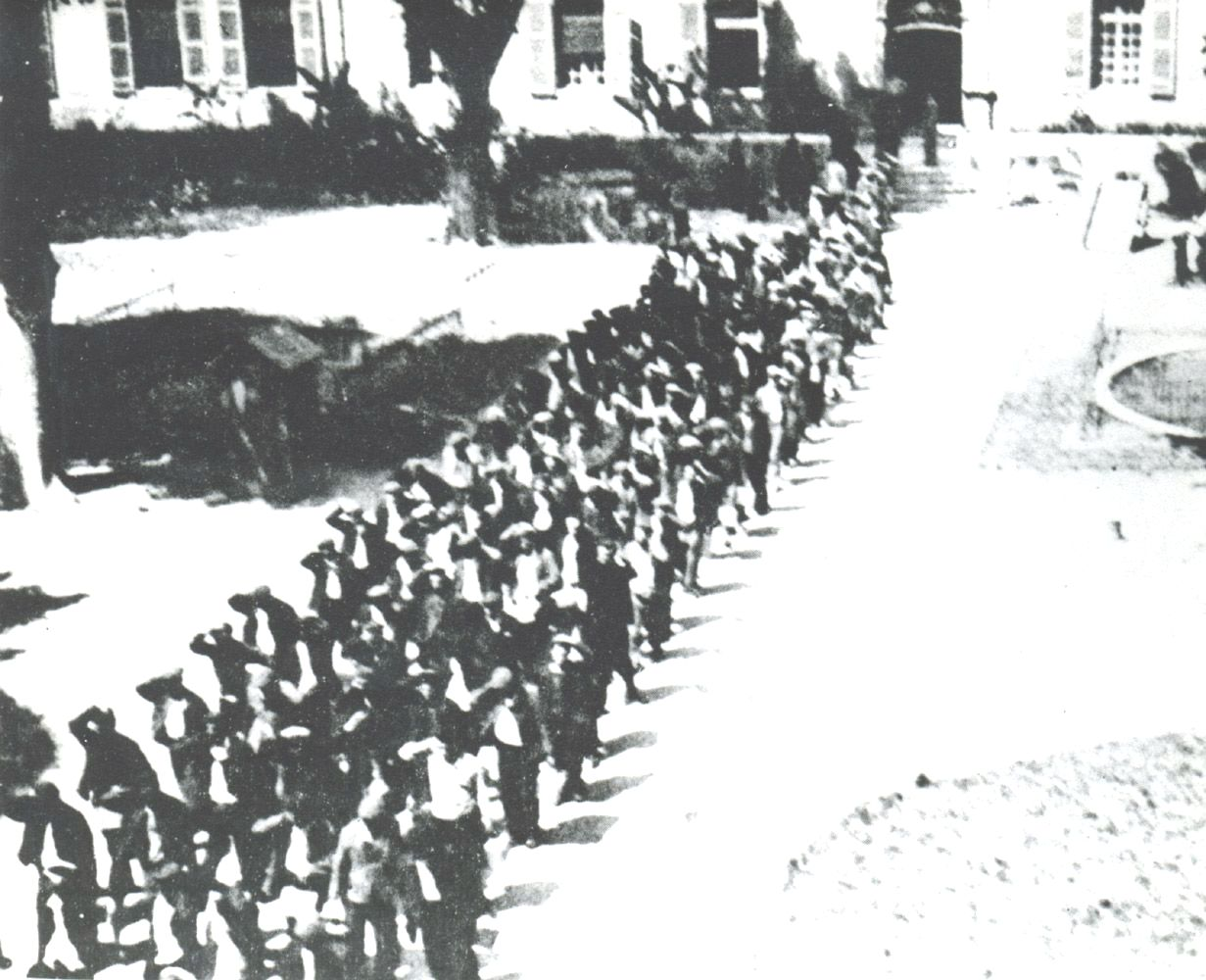
Unique photo, prise par un gardien, de la livraison aux nazis des 1200 résistants et patriotes emprisonnés dans la centrale d'Eysses.
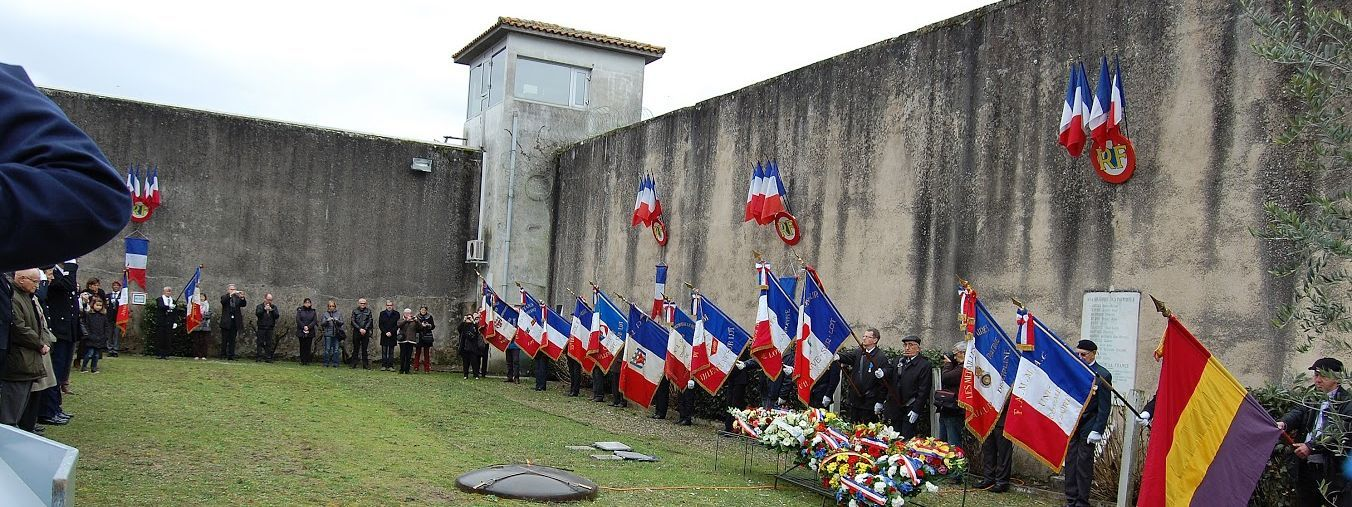
Cérémonie commémorative organisée le 26 février 2017 devant le mur des fusillés.
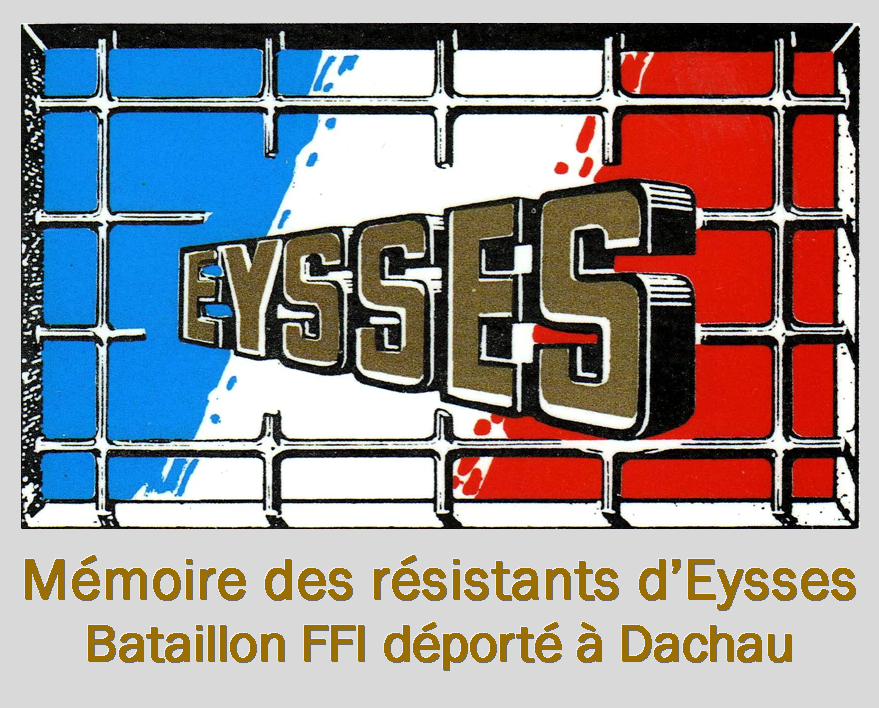
Association nationale pour la mémoire des résistants et patriotes emprisonnés à Eysses.

## Description
Le centre de détention d'Eysses actuel a une capacité de 294 places pour un effectif de 154 personnes en 2015. 
Le 5 janvier 2023, Nadine Picquet, directrice interrégionale des services pénitentiaires de Bordeaux, et Anne Bisagni-Faure, rectrice de l'académie de Bordeaux, ont inauguré au sein de l'établissement le premier magasin pédagogique implanté dans une prison française. Baptisé EyS'aveurs, Celui-ci prend la forme d'une épicerie bio et solidaire dans laquelle les détenus peuvent acheter des denrées alimentaires et des produits du quotidien ainsi que se former aux métiers de la vente pour décrocher un CAP équipier polyvalent de commerce. 
L'établissement est situé dans le ressort de la direction interrégionale des services pénitentiaires de Bordeaux et dépend de la cour d'appel d'Agen et du tribunal judiciaire d'Agen.
L'établissement a mis en place le programme « Respecto ».

### Filmographie
- Eysses, une épopée résistante, documentaire de Stéphane Bihan, diffusé sur France 3 Aquitaine le 14 novembre 2015.